# Наумоский, Илчо
И́лчо Наумо́ский (макед. Илчо Наумоски; род. 29 июля 1983, Прилеп, СФРЮ) — македонский футболист, нападающий. Выступал в сборной Македонии. Имеет также гражданство Австрии.

## Клубная карьера
Выступал за молодёжные команды «Корнебурга», венского «Рапида» и «Штоккерау». Свою футбольную карьеру Илчо начал в 2001 году в клубе «Клингенбах». В 2002 году перешёл в ГАК, где выступал на протяжении двух сезонов. В 2004 году уехал в Турцию, где выступал за «Малатьяспор». В 2005 году перешёл в итальянскую «Катанию», но так и не сыграв ни одного матча, вернулся в Австрию и подписал контракт с «Маттерсбургом». В новом клубе дебютировал 20 июля 2005 года в матче против «Ред Булла». Первые голы за «Маттерсбург» Наумоский забил 14 августа 2005 года в матче против «Рида», оформив дубль.
В 2013 году провёл четыре матча за «Интер» Баку. В 2014 году перешёл в македонский «Вардар», но 15 марта в самом начале матча с ФК «Работнички» сломал ногу, через 5 дней после операции поскользнулся и получил перелом в том же месте.

## Международная карьера
В сборной Македонии дебютировал 9 февраля 2003 года в товарищеском матче против Хорватии. Первый гол за сборную забил 20 августа 2003 в матче против Албании.